# Ґозд (Західнопоморське воєводство)
Ґозд (пол. Gozd) — село в Польщі, у гміні Боболиці Кошалінського повіту Західнопоморського воєводства.
Населення — 298 осіб (2011).

## Демографія
Демографічна структура станом на 31 березня 2011 року:
|          | Загалом | Допрацездатний вік | Працездатний вік | Постпрацездатний вік |
| -------- | ------- | ------------------ | ---------------- | -------------------- |
| Чоловіки | 156     | 22                 | 117              | 17                   |
| Жінки    | 142     | 22                 | 88               | 32                   |
| Разом    | 298     | 44                 | 205              | 49                   |